# Susana Blaustein Muñoz
Susana Blaustein Muñoz es una directora de cine, guionista argentina. Ha dirigido cuatro películas desde su comienzo de carrera en 1980, y produjo una de ellas, el documental Las Madres de Plaza de Mayo (1985, como codirectora con Lourdes Portillo), sobre las Madres del Plaza de Mayo quién analizó la desaparición de niños durante el terrorismo de Estado. Su última película fue "Hijos movement" estrenada en el 2009.
Ha vivido y trabajado en San Francisco (California) por 20 años. En 1998 se mudó a Buenos Aires. En 2011, se instala en Estocolmo.

## Obra
- Hijos movement 2009.

- "Mi Casa, Mi Prisión", 1993.

- La Ofrenda: The Days of the Dead,[1] 1988. 16 mm En el MoMA

- “The Mothers: Las Madres de Plaza de Mayo”, 1985.

- Susana[2] 1980.[3]

## Premios y distinciones
Premios Óscar
| Año  | Categoría              | Película                                 | Resultado |
| ---- | ---------------------- | ---------------------------------------- | --------- |
| 1986 | Mejor documental largo | Las Madres: The Mothers of Plaza de Mayo | Nominada  |